# 1529

## Události
- 5. srpen – v Cambrai podepsán tzv. Dámský mír – mírová smlouva mezi Francií a Španělskem
- 23. září – začíná První obléhání Vídně Turky; turecké oddíly upustily od obléhání 14. října
- 1.–3. října – Marburské náboženské rozhovory

## Narození
Česko
- ? – Martin Abdon, kněz Jednoty bratrské († 8. března 1561)

Svět
- 25. dubna – Francesco Patrizi, chorvatský filozof († 6. února 1597)
- 14. června – Ferdinand II. Tyrolský, rakouský arcivévoda, místodržitel v českých zemích a tyrolský hrabě († 24. ledna 1595)
- 15. června – Josua Maaler, švýcarský farář a lexikograf († 5. června 1599)
- ? – Jean Bodin, francouzský právník, filozof a humanista († 1596)
- ? – Valerio Cigoli, italský renesanční sochař († 29. prosince 1599)
- ? – Castore Durante, italský lékař, botanik a básník († 1590)
- ? – Giambologna, vlámský sochař († 13. srpna 1608)
- ? – Anna Morganová, baronka Hunsdonová, anglická dvorní dáma († 19. ledna 1607)

## Úmrtí
- 7. ledna – Peter Vischer starší, německý raně renesanční sochař (* kolem 1455)
- 9. ledna – Wang Jang-ming, čínský filozof a státník (* 31. října 1472)
- 2. února – Baldassare Castiglione, italský humanista (* 1478)
- 21. června – John Skelton, britský satirik a básník (* 1460)
- 6. září – Jiří Blaurock, jeden z prvních kazatelů novokřtěnců (* 1491)
- ? – Juan del Encina, španělský skladatel básník a dramatik (* 1469)
- ? – Jang Tching-che, politik čínské říše Ming (* 1459)

## Hlavy států
- České království – Ferdinand I.
- Svatá říše římská – Karel V.
- Papež – Klement VII.
- Anglické království – Jindřich VIII. Tudor
- Francouzské království – František I.
- Polské království – Zikmund I. Starý
- Uherské království – Ferdinand I. – Jan Zápolský
- Španělské království – Karel V.
- Portugalsko – Jan III. Portugalský
- Burgundské vévodství – Karel V.
- Osmanská říše – Sulejman I.
- Rusko – Vasilij III. Ivanovič
- Dánsko, Norsko – Frederik I. Dánský
- Švédsko – Gustav I. Vasa
- Perská říše – Tahmásp I.